# Suchtpotenzial (Band)
Suchtpotenzial ist ein deutsches Liedermacher-Duo, bestehend aus der Pianistin Ariane Müller (* 4. Juni 1980 in Ulm) und der Sängerin Julia Gámez Martin (* 29. Juni 1986 in Berlin). Sowohl Müller als auch Gámez Martin sind darüber hinaus in anderen Musikprojekten tätig. Im Jahr 2014 moderierten die beiden auf Tele 5 auch das Musikprogramm „On Stage“.

## Bandgeschichte
Müller und Gámez Martin lernten sich 2011 am Theater Ulm kennen, wo Müller als musikalische Leiterin mit ihrer Band die Musicals The Rocky Horror Show (2011) und zuletzt Hair (2013) gestaltete. Im Frühjahr 2013 entstanden die ersten Songs, die sich durch den teils chansonetten, teils kraftvollen Gesang von Gámez Martin zu Müllers Spiel an Flügel oder Gitarre auszeichnen. Ab Sommer 2013 waren beide als „Suchtpotenzial“ mit ihrem Programm 100 Prozent Alko-Pop oder Auszügen daraus auf Livekonzerten oder in Fernsehshows zu sehen, zum Beispiel in Die Anstalt am 8. Dezember 2020.

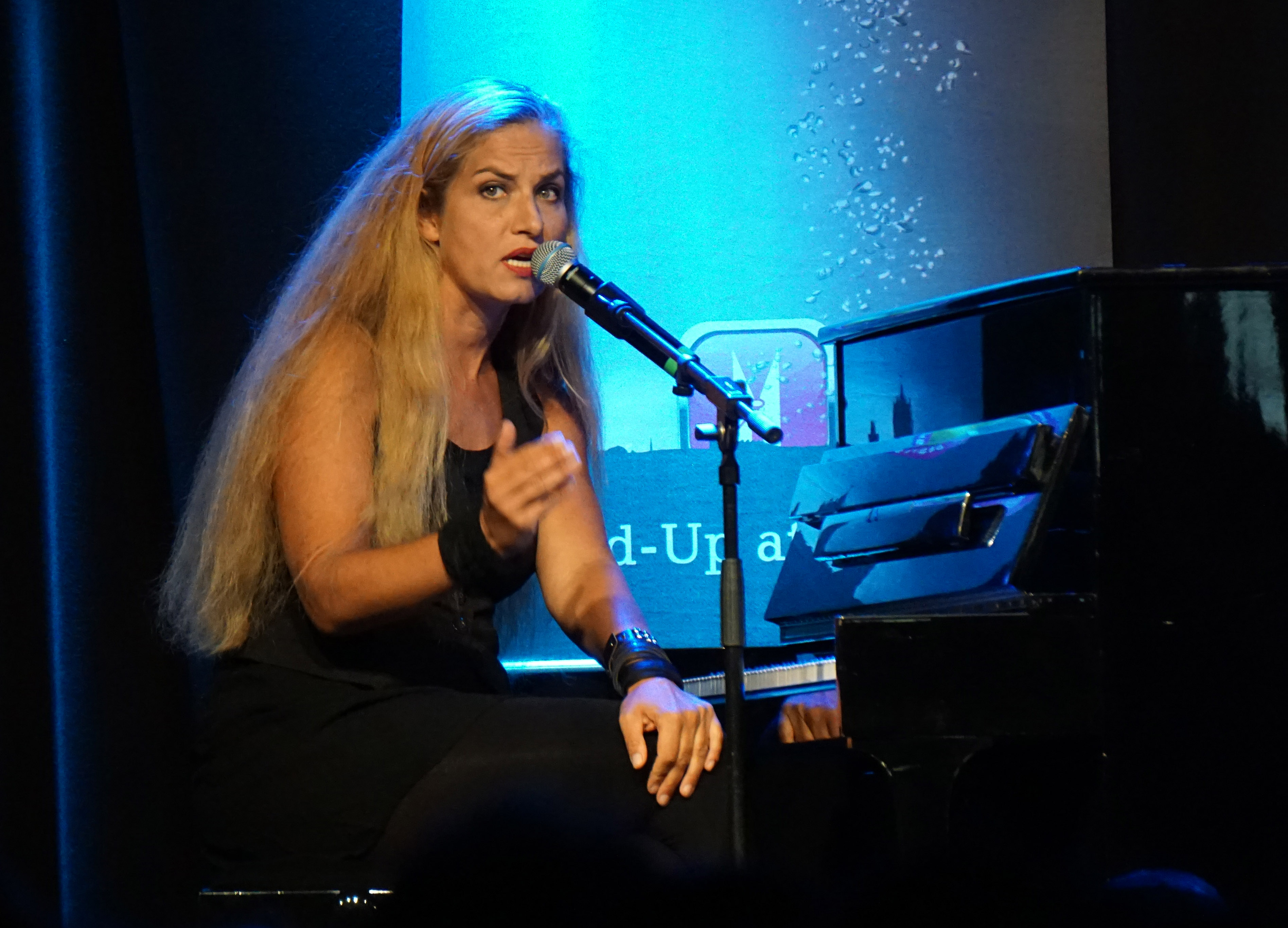
Ariane Müller
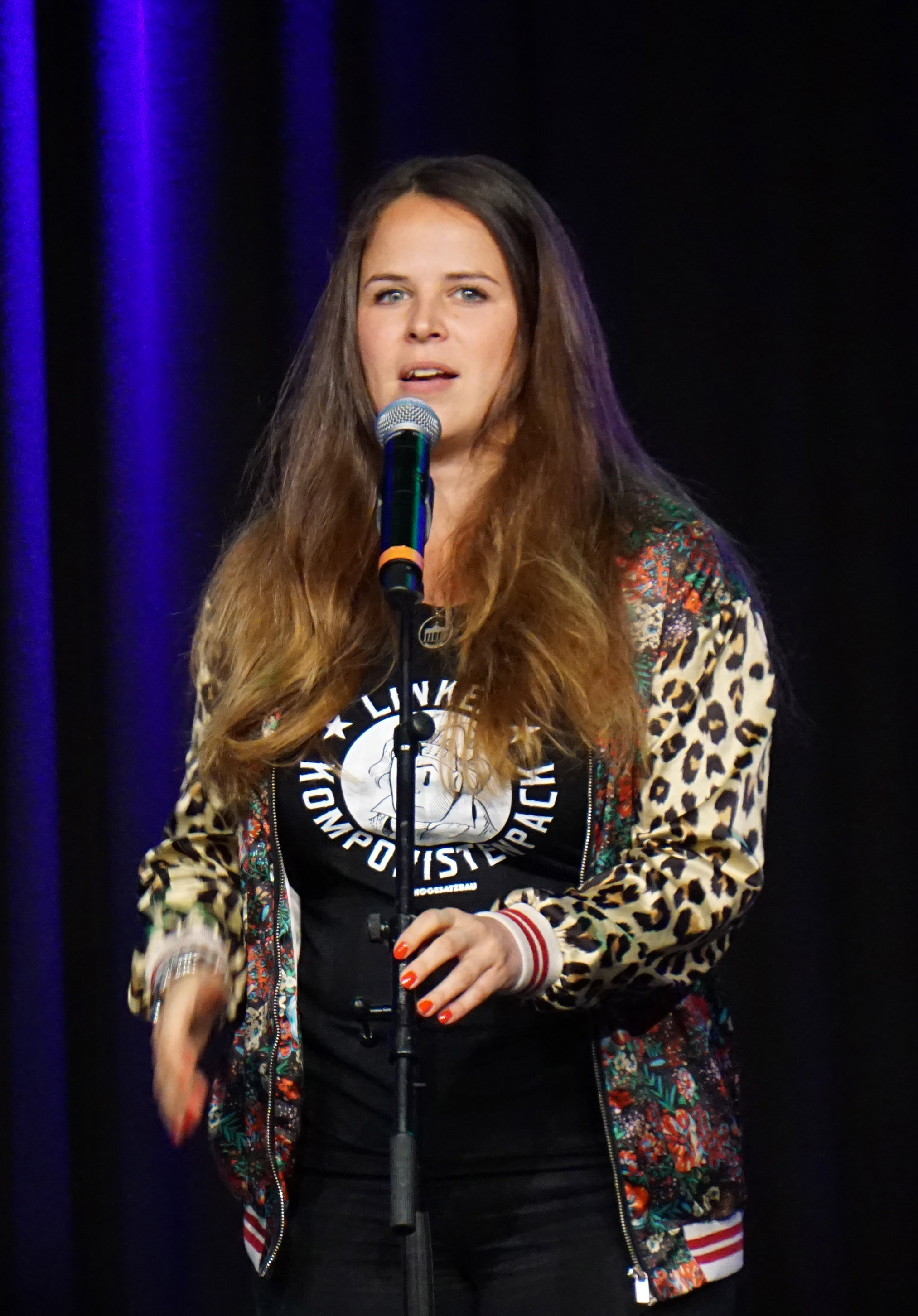
Julia Gámez Martin

## Diskografie

### Alben
- 2014: 100 Prozent Alko-Pop Live
- 2017: Eskalation! Live in Ulm
- 2020: Sexuelle Belustigung Live!
- 2024: Bällebad forever (Live)

### Singles
- 2014: Das Beste am Sommer
- 2014: Penisneid
- 2015: Frau sucht Bauer
- 2018: Ficken für den Frieden (feat. Oliver Kalkofe & Peter Rütten)
- 2019: Genauso Scheiße – Suchtpotenzial feat. Yasi Hofer
- 2021: Systemrelevant

## Auszeichnungen
- 2013: Troubadour Chanson Preis (Finale, Le Méridien Sonderpreis)
- 2014: Kleinkunstpreis Baden-Württemberg (Förderpreis)[6]
- 2015: Prix Pantheon Publikumspreis „Beklatscht & Ausgebuht“
- 2016: Tuttlinger Krähe (1. Preis der Jury)
- 2017: Goldener Roland in der Kategorie „International bestes weibliches, halb spanisch, halb deutsches Musikcomedyduo“
- 2018: St. Ingberter Pfanne (Hauptpreis und Publikumspreis)
- 2020: Deutscher Kleinkunstpreis – Kategorie Chanson/Lied/Musik[7]
- 2020: Thüringer Kleinkunstpreis (Meiningen) mit dem Programm  „Eskalatiooon!“[8]
- 2021: Bayerischer Kabarettpreis (Musikpreis)[9]
- 2022: Schwerter Kleinkunstpreis